# Bosmie-l'Aiguille
Bosmie-l'Aiguille [bɔsmi lɛɡɥij]  est une commune française située dans le département de la Haute-Vienne, en région Nouvelle-Aquitaine. Ses habitants sont appelés les Bosmiauds. Bosmie-l'Aiguille est située à environ huit kilomètres au sud-ouest de Limoges sur la rive gauche de la Vienne et s'étend sur 801 ha.
C'est en 1792 que l'enclave de Bosmie se détacha d'Isle pour devenir une commune à part entière. Son essor commença en 1860 avec la construction de la voie ferrée et de son viaduc, en 1864 avec l'édification du pont de la Vienne et en 1885 avec l'installation des papeteries cartonneries Lacaux. Ce n'est qu’en 1966 que la commune de Bosmie prit le nom de Bosmie-l'Aiguille.
Elle compte aujourd'hui 2 469 habitants et fait partie de la communauté de communes du Val de Vienne. Elle est jumelée avec la ville espagnole de Pedralba. Quatre cours d'eau la sillonnent : la Vienne, la Briance, le Cramouloux et le Boulou.
La mairie est installée depuis 1980 dans le château du Boucheron, construit au XIXe siècle par l'ingénieur Paul-Valentin Amilhau, maire de la commune de 1896 à 1908 dont on peut voir les initiales en marqueterie dans un des bureaux actuels.

## Géographie

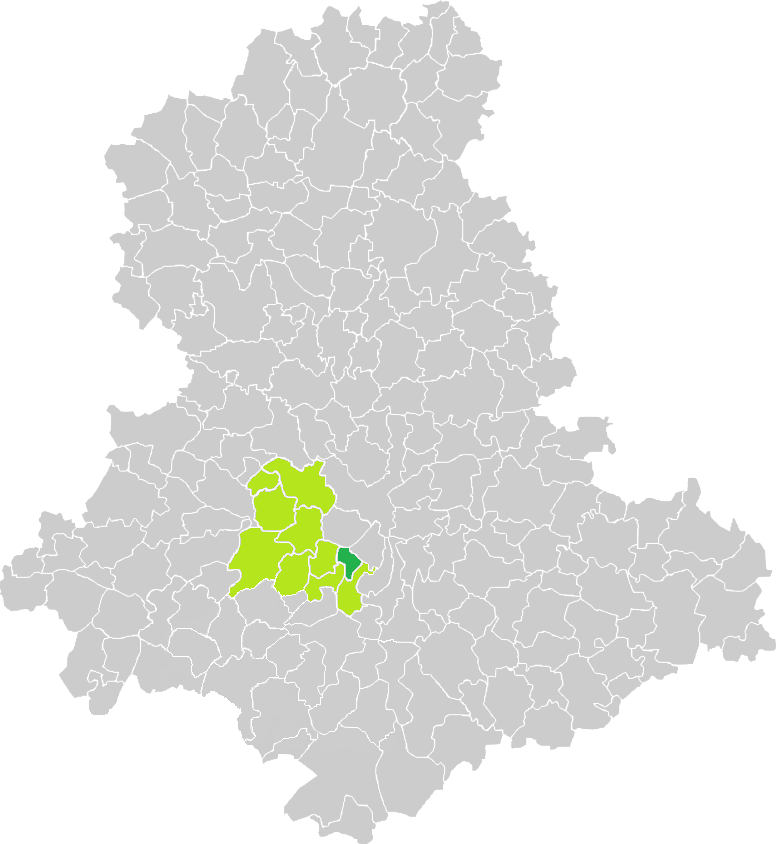
Situation de la commune de Bosmie-l'Aiguille en Haute-Vienne.

La commune de Bosmie-l'Aiguille est située sur la rive gauche de la Vienne, au confluent de celle-ci et de la Briance, à environ huit kilomètres au sud-ouest de Limoges. Elle est également traversée par le Boulou, affluent de la Vienne.
Son altitude minimale est de 210 m (la Vienne). Son altitude maximale est de 374 m. La mairie se situe à une altitude de 320 m.
Les constructions de la commune sont réparties principalement sur deux zones :
- l'Aiguille, qui accueille la plupart des services, des commerces et des bâtiments (écoles, gare, église, cartonnerie Lacaux, etc.) ;
- les zones qui comprennent les lieux-dits de Charroux, de Viblac, de Lestrade, du Boucheron (qui accueille la mairie de la commune).
- Bosmie, le village qui avec l'Aiguille donne son nom à la commune est un petit village, le plus au sud de la commune.

|         | Isle              |                   |
| Beynac  | Bosmie-l'Aiguille | Condat-sur-Vienne |
| Burgnac | Jourgnac          |                   |

### Climat
Pour des articles plus généraux, voir Climat de la Nouvelle-Aquitaine et Climat de la Haute-Vienne.
Historiquement, la commune est exposée à un climat océanique limousin.  
En 2020, Météo-France publie une typologie des climats de la France métropolitaine dans laquelle la commune est exposée à un climat océanique altéré et est dans la région climatique  Ouest et nord-ouest du Massif Central, caractérisée par une pluviométrie annuelle de 900 à 1 500 mm, maximale en automne et en hiver.
Pour la période 1971-2000, la température annuelle moyenne est de 11,5 °C, avec une amplitude thermique annuelle de 15,1 °C. Le cumul annuel moyen de précipitations est de 1 038 mm, avec 14,1 jours de précipitations en janvier et 8,3 jours en juillet. Pour la période 1991-2020, la température moyenne annuelle observée sur la station météorologique la plus proche, située sur la commune de Limoges à 9,21 km à vol d'oiseau, est de 11,8 °C et le cumul annuel moyen de précipitations est de 1 018,0 mm,. Pour l'avenir, les paramètres climatiques de la commune estimés pour 2050 selon différents scénarios d’émission de gaz à effet de serre sont consultables sur un site dédié publié par Météo-France en novembre 2022.

## Urbanisme

### Typologie
Au 1er janvier 2024, Bosmie-l'Aiguille est catégorisée bourg rural, selon la nouvelle grille communale de densité à sept niveaux définie par l'Insee en 2022.
Elle appartient à l'unité urbaine de Bosmie-l'Aiguille, une unité urbaine monocommunale constituant une ville isolée,. Par ailleurs la commune fait partie de l'aire d'attraction de Limoges, dont elle est une commune de la couronne,. Cette aire, qui regroupe 127 communes, est catégorisée dans les aires de 200 000 à moins de 700 000 habitants,.

### Occupation des sols
L'occupation des sols de la commune, telle qu'elle ressort de la base de données européenne d’occupation biophysique des sols Corine Land Cover (CLC), est marquée par l'importance des territoires agricoles (41,6 % en 2018), en diminution par rapport à 1990 (52,8 %). La répartition détaillée en 2018 est la suivante : 
prairies (38,8 %), zones urbanisées (29,2 %), forêts (28,3 %), zones agricoles hétérogènes (2,8 %), eaux continentales (0,9 %). L'évolution de l’occupation des sols de la commune et de ses infrastructures peut être observée sur les différentes représentations cartographiques du territoire : la carte de Cassini (XVIIIe siècle), la carte d'état-major (1820-1866) et les cartes ou photos aériennes de l'IGN pour la période actuelle (1950 à aujourd'hui).

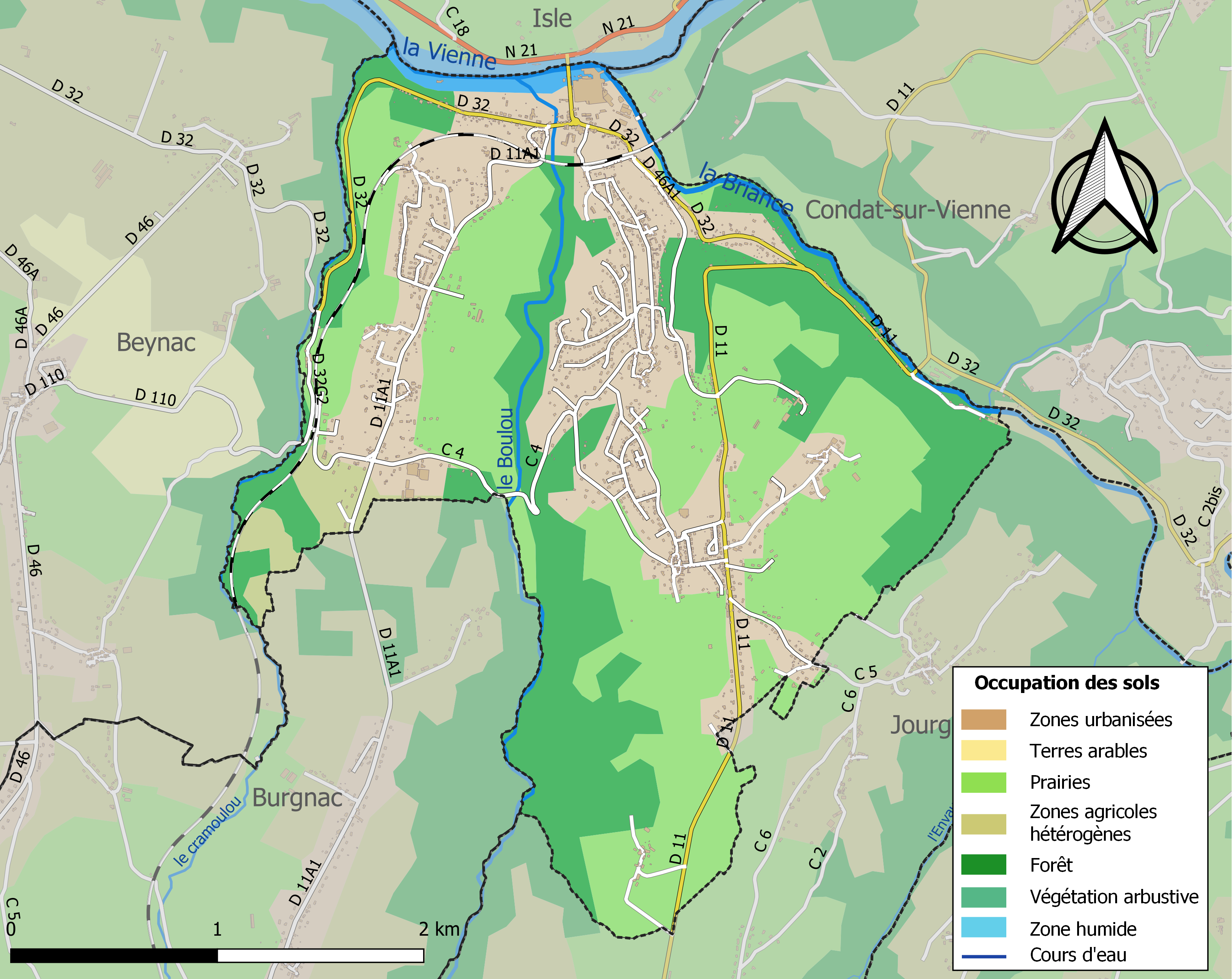
Carte des infrastructures et de l'occupation des sols de la commune en 2018 (CLC).

### Risques majeurs
Le territoire de la commune de Bosmie-l'Aiguille est vulnérable à différents aléas naturels : météorologiques (tempête, orage, neige, grand froid, canicule ou sécheresse), inondations et séisme (sismicité faible). Il est également exposé à deux risques technologiques,  le transport de matières dangereuses et la rupture d'un barrage, et à un risque particulier : le risque de radon. Un site publié par le BRGM permet d'évaluer simplement et rapidement les risques d'un bien localisé soit par son adresse soit par le numéro de sa parcelle.

#### Risques naturels
Certaines parties du territoire communal sont susceptibles d’être affectées par le risque d’inondation par débordement de cours d'eau, notamment la Vienne, la Briance et le Boulou. La commune a été reconnue en état de catastrophe naturelle au titre des dommages causés par les inondations et coulées de boue survenues en 1982, 1988, 1993 et 1999,. Le risque inondation est pris en compte dans l'aménagement du territoire de la commune par le biais des plans de prévention des risques inondation (PPRI) « Briance aval », approuvé le 13 janvier 1999 et « Vienne du Palais à beynac », approuvé le 18 mai 2005.

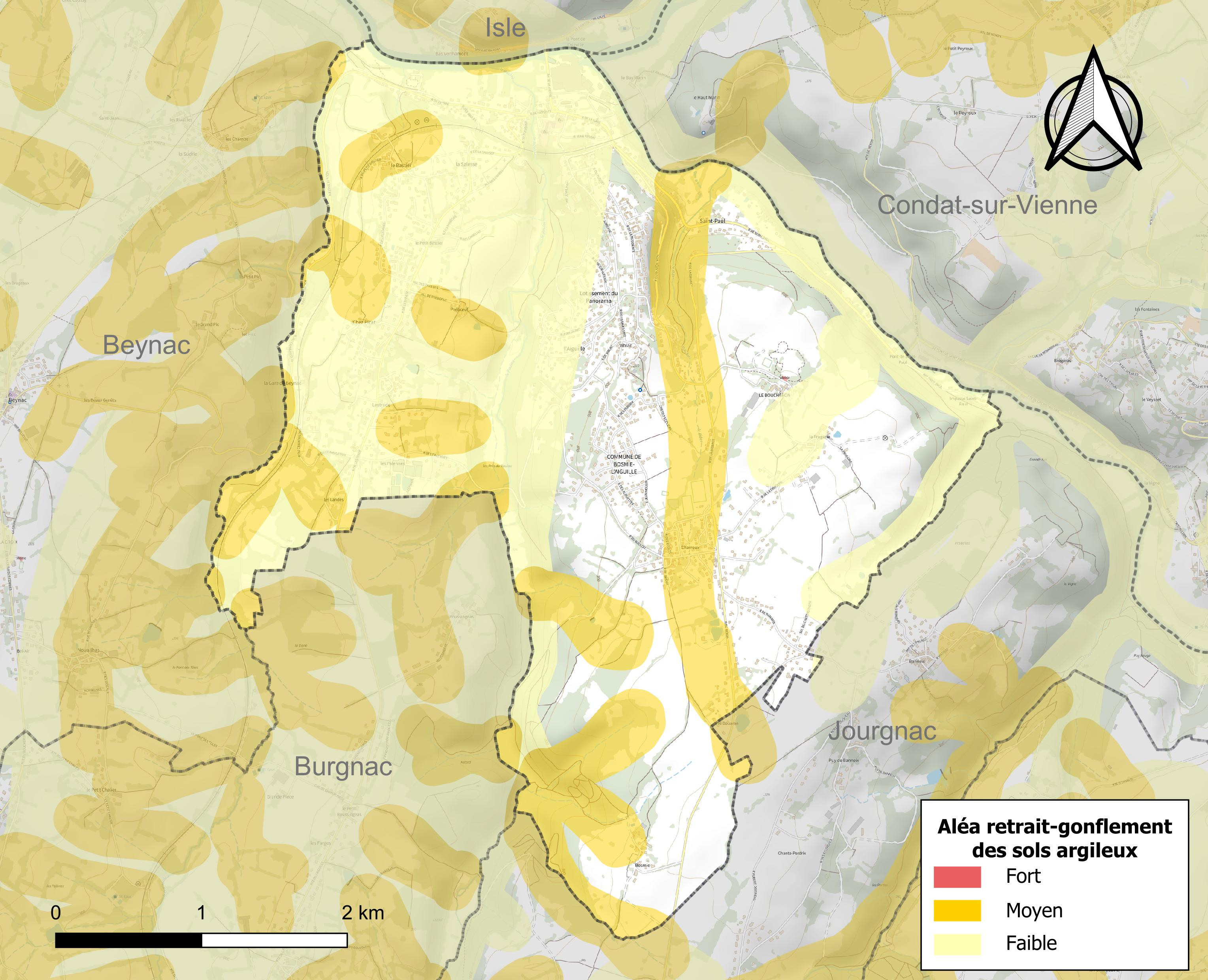
Carte des zones d'aléa retrait-gonflement des sols argileux de Bosmie-l'Aiguille.

Le retrait-gonflement des sols argileux est susceptible d'engendrer des dommages importants aux bâtiments en cas d’alternance de périodes de sécheresse et de pluie. 27,2 % de la superficie communale est en aléa moyen ou fort (27 % au niveau départemental et 48,5 % au niveau national métropolitain). Depuis le 1er octobre 2020, en application de la loi ÉLAN, différentes contraintes s'imposent aux vendeurs, maîtres d'ouvrages ou constructeurs de biens situés dans une zone classée en aléa moyen ou fort,.
La commune a été reconnue en état de catastrophe naturelle au titre des dommages causés par des mouvements de terrain en 1999.

#### Risque technologique
La commune est en outre située en aval des barrages de Lavaud-Gelade, dans la Creuse, de Saint-Marc et de Vassivière, des ouvrages de classe A. À ce titre elle est susceptible d’être touchée par l’onde de submersion consécutive à la rupture de cet ouvrage.

#### Risque particulier
Dans plusieurs parties du territoire national, le radon, accumulé dans certains logements ou autres locaux, peut constituer une source significative d’exposition de la population aux rayonnements ionisants. Selon la classification de 2018, la commune de Bosmie-l'Aiguille est classée en zone 3, à savoir zone à potentiel radon significatif.

## Toponymie
Bòsc Mian signifie « bois moyen » en limousin[réf. nécessaire].

## Histoire
Bosmie ne formait pas une paroisse et dépendait vraisemblablement de la ville de Beynac. À partir du 24 germinal an IX (14 avril 1801) l'administration de la commune a été assurée, pour quelque temps, par la mairie de la commune de Saint-Martin-le-Vieux.
La commune de Bosmie (Bosmie-l'Aiguille depuis 1967), a été créée en 1792, formée principalement par la partie de la paroisse d'Isle située sur la rive gauche de la Vienne, et par quelques villages démembrés des communes voisines de Beynac et Condat.

## Politique et administration

### Liste des maires
| Période                                  | Période   | Identité              | Étiquette | Qualité                                                                                         |
| ---------------------------------------- | --------- | --------------------- | --------- | ----------------------------------------------------------------------------------------------- |
| Les données manquantes sont à compléter. |           |                       |           |                                                                                                 |
| ?                                        | 1896      | M. Lajudie            |           |                                                                                                 |
| 1896                                     | 1908      | Paul-Valentin Amilhau |           | Ingénieur                                                                                       |
| Les données manquantes sont à compléter. |           |                       |           |                                                                                                 |
| mai 1945                                 | 1957      | Pierre Crépiat        |           |                                                                                                 |
| mars 1957                                | mars 1959 | André Desmond         |           |                                                                                                 |
| mars 1959                                | mars 1965 | Pierre Teissedre      |           |                                                                                                 |
| mars 1965                                | mars 1971 | Adrien Aymard         |           |                                                                                                 |
| mars 1971                                | mars 1977 | Pierre Teissedre      |           |                                                                                                 |
| mars 1977                                | mars 1983 | Jean-Pierre Pradeau   |           |                                                                                                 |
| mars 1983                                | mars 2001 | Guy Trayaud           | PS        | Enseignant retraité                                                                             |
| mars 2001                                | En cours  | Maurice Leboutet      | PS        | Retraité de l'industrie Vice-président de la CC du Val de Vienne Réélu pour le mandat 2020-2026 |

### Jumelages
- Pedralba (Espagne), voir Pedralba (es).

## Population et société

### Démographie
L'évolution du nombre d'habitants est connue à travers les recensements de la population effectués dans la commune depuis 1793. Pour les communes de moins de 10 000 habitants, une enquête de recensement portant sur toute la population est réalisée tous les cinq ans, les populations de référence des années intermédiaires étant quant à elles estimées par interpolation ou extrapolation. Pour la commune, le premier recensement exhaustif entrant dans le cadre du nouveau dispositif a été réalisé en 2004.

En 2022, la commune comptait 2 620 habitants, en évolution de +1,91 % par rapport à 2016 (Haute-Vienne : −0,68 %, France hors Mayotte : +2,11 %).
| 1793 | 1800 | 1806 | 1821 | 1831 | 1836 | 1841 | 1846 | 1851 |
| ---- | ---- | ---- | ---- | ---- | ---- | ---- | ---- | ---- |
| 397  | 436  | 403  | 451  | 471  | 482  | 456  | 481  | 483  |

| 1856 | 1861 | 1866 | 1872 | 1876 | 1881 | 1886 | 1891 | 1896 |
| ---- | ---- | ---- | ---- | ---- | ---- | ---- | ---- | ---- |
| 455  | 572  | 486  | 547  | 648  | 667  | 657  | 708  | 668  |

| 1901 | 1906 | 1911 | 1921 | 1926 | 1931 | 1936 | 1946 | 1954 |
| ---- | ---- | ---- | ---- | ---- | ---- | ---- | ---- | ---- |
| 663  | 709  | 732  | 743  | 790  | 805  | 803  | 870  | 929  |

| 1962 | 1968  | 1975  | 1982  | 1990  | 1999  | 2004  | 2006  | 2009  |
| ---- | ----- | ----- | ----- | ----- | ----- | ----- | ----- | ----- |
| 956  | 1 191 | 1 332 | 1 704 | 1 950 | 2 197 | 2 280 | 2 287 | 2 297 |

| 2014  | 2019  | 2022  | - | - | - | - | - | - |
| ----- | ----- | ----- | - | - | - | - | - | - |
| 2 520 | 2 616 | 2 620 | - | - | - | - | - | - |

## Économie
Les bords de Vienne sont occupés par une importante cartonnerie, la société Lacaux, qui s'inscrit dans la  tradition papetière de la vallée de la Vienne.

## Culture locale et patrimoine

### Lieux et monuments
- Église Notre-Dame de l'Aiguille.

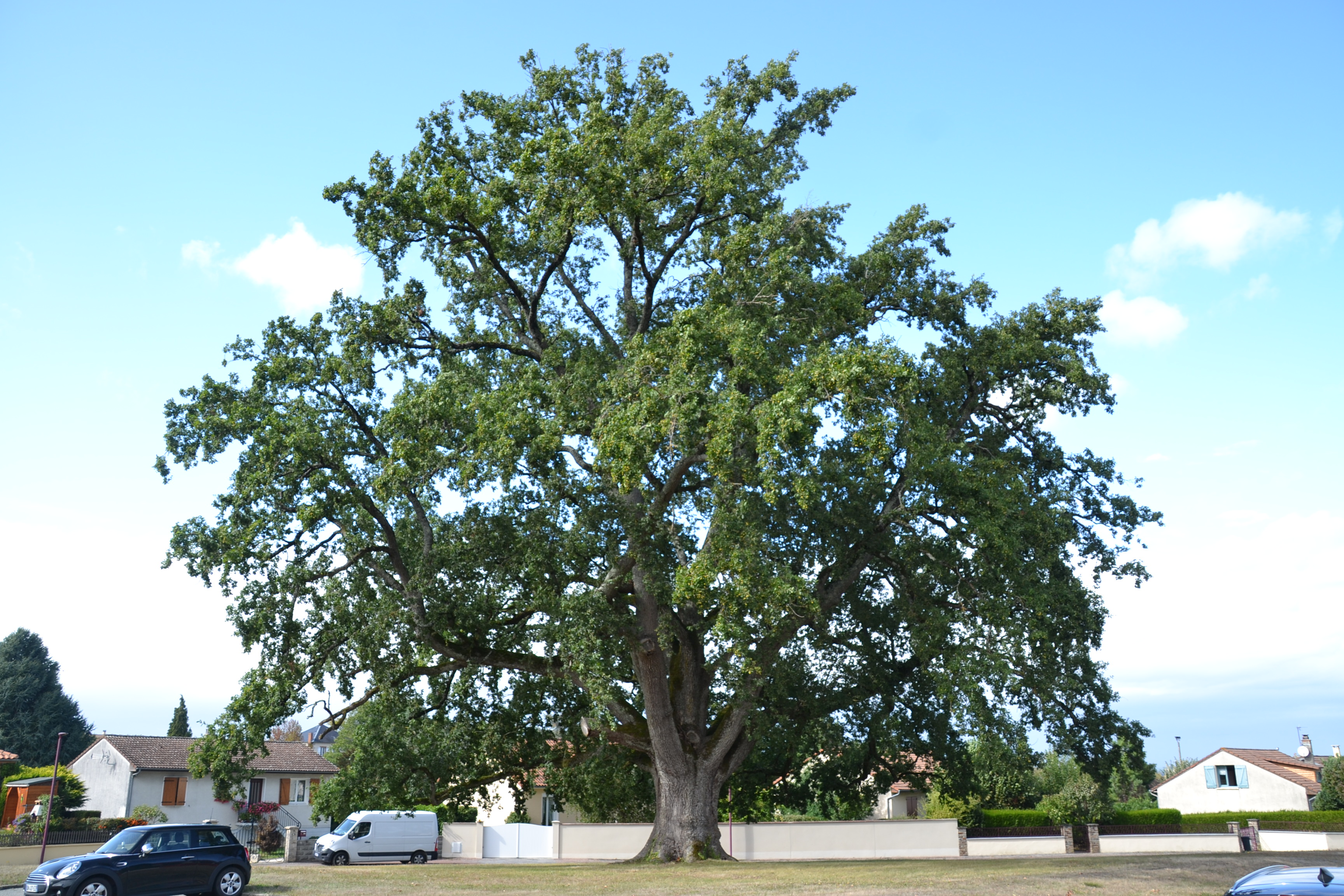
Le chêne de Charroux.

Elle est inscrite à l'Inventaire général du patrimoine culturel.
- Le château et le parc du Boucheron (Boisseron en occitan, XIXe siècle) accueille depuis 1980 la mairie de Bosmie-l'Aiguille[30].

Récemment[Quand ?], la municipalité a entrepris d'importants travaux de réhabilitation de la façade extérieure du château et de la partie intérieure utilisée par les services municipaux. On peut y voir des plafonds peints, toilés, ou sculptés, ainsi que le parc du Boucheron.
L'installation de la mairie dans un château est une particularité partagée par trois autres communes du département[Lesquelles ?].
- Un chêne centenaire est situé dans le lotissement de Charroux.
- Moulin à pâtes à porcelaine de 1878[31].

### Personnalités liées à la commune
- La mère de Robert Savy, professeur de droit, homme politique français, ancien député et ancien président du Conseil régional du Limousin, en est originaire.
- Marc Petit (1961), sculpteur vivant à Bosmie-l'Aiguille.

### Héraldique
| Blason de Bosmie-l'Aiguille | Blason  | Coupé de gueules et de sable au monogramme BOSMIE en lettres capitales d'or brochant sur la partition, surmonté du nombre romain MDCCLXXXXII d'argent. |
| Blason de Bosmie-l'Aiguille | Détails | Le statut officiel du blason reste à déterminer. |